# 鋤崎古墳
鋤崎古墳（すきざきこふん）は、福岡県福岡市西区今宿青木字鋤崎にある古墳で、国の史跡に指定されている。今宿古墳群の古墳の1つで、同古墳群の代表的な存在。

## 概要
墳長62ｍ・高さ7ｍの前方後円墳であり、横穴式石室（初期）が1つ、埴輪棺が3つ、小石棺が1つある。時代は古墳時代前期末から中期初頭と考えられている。4世紀末の築造であり、古墳時代の研究には欠かせない非常に重要な古墳である。墳丘は3段で、葺石、埴輪列がある。1981年から1983年にかけ、福岡市教育委員会により調査されている。これまで、石室内で主に以下のような出土品がある（括弧内は数）。
- 銅鏡（5）
- 玉（240）
- 長方形革綴短甲（1）
- 鉄剣（2）
- 鉄刀（6）
- 鉄鉾（2）
- 刀子（14）
- 針（5）
- 土師器
- 埴輪（円筒・朝顔形・壷形・鰭付円筒朝顔形。各種の形象埴輪。）

なお、鋤崎古墳は2004年に国の史跡となった。

## 現状
県道周船寺有田線沿いに説明板が設けられておりそこから墳丘を見ることはできるが、石室は埋め戻されており特に整備はされていない。